# Not Fucking Around Coalition
Not Fucking Around Coalition (NFAC) je černošská nacionalistická paramilitární organizace v USA. Jedná se o organizaci bojovníků za osvobození černé rasy a separatismus. Jsou taktéž označováni jako „Černá milice“. Organizace odmítá jakékoliv propojení s hnutími jako Černí panteři nebo Black Lives Matter.

## Historie a organizace
Vedoucím této organizace je John Fitzgerald Johnson, též známý jako „Velmistr Jay“. Dle jeho slov se organizace skládá z bývalých vojáků a střelců. Johnson dříve sloužil u Virginské Národní stráže a v Americké armádě a to od roku 1989 do roku 2006, kdy odešel s hodností vojín do výslužby. Byl také nezávislým kandidátem ve volbách na prezidenta Spojených států v roce 2016.
Johnson o své organizaci v jednom rozhovoru prohlásil: „Jsme Černá milice. Nejsme protestující, a nejsme ani demonstranti. Nepřišli jsme si sem zpívat, to není to, co děláme.“ Nicméně, v tom samém rozhovoru se také vyjádřil k otázce ohledně černého nacionalismu, kdy uvedl, že by Spojené státy měly buď předat stát Texas do rukou Afroameričanů, aby mohli vytvořit vlastní nezávislý stát, nebo dovolit Afroameričanům odejít ze Spojených států do jiné země, která jim obstará půdu a prostředky, díky kterým zde budou moci svůj nezávislý stát vytvořit. V roce 2019 Johnson uvedl v časopise Atlanta Black Star, že organizace vznikla kvůli prevenci před dalším masakrem, jako byl ten, který se stal v městě Greensboro.
Thomas Mockaitis, profesor historie na DePaulově univerzitě poznamenal, že „NFAC připomíná Černé pantery, ale na rozdíl od nich mají těžkou výzbroj a daleko větší disciplínu… Zatím nemají konflikty s policií a vyvarovali se užití násilí.“

## Aktivity
První zmínky o členech NFAC byly 12. května 2020 z protestu poblíž Brunswicku v Georgii, který se konal kvůli vraždě Ahmauda Arberyho, tehdy je ovšem místní média považovala za Černé pantery.
Johnson prohlásil, že NFAC poskytla na vlastní žádost ozbrojenou ochranu sestře oběti Rayshard Brooks. Dle pozdějších informací bylo uvedeno, že ji v červnu eskortovali do shromaždiště v downtownu v Atlantě.
Místní média 4. června 2020 nahlásila okolo 100 – 200 ozbrojených členů NFAC, kteří pochodovali skrze park Stone Mountain poblíž Atlanty v Georgii, a vyžadovali odstranění monumentu, který sloužil jako vzpomínka na konfederaci z americké občanské války. Časopis Reuters označoval počet účastníků jako „body“. Z nahraného videa pochodu NFAC bylo napočítáno okolo 1500 „bodů“. Asociace pomníku Stone Mountain, která spravuje park, oznámila, že protestující byli nekonfliktní a spořádaní. Johnson se na stránkách, které členové Ku Klux Klanu považují za velice významné, vyjádřil slovy: „Naším hlavním cílem bylo zformovat milici v parku Stone Mountain a poslat tím zprávu, která nese poselství: ‚Když už rozbíjíte všechny ty sochy skrze celou naši zemi, co takhle rozbít tuhle?‘.“ Dále uvedl, že formace byla reakcí na hrozbu ze strany KKK, která ozbrojeně ohrožovala černé obyvatele ve večerních hodinách, konkrétně tedy kolem 8. hodiny dne 4. června 2020.
Johnson ve formaci oznámil: „Chci, aby mě jádro Ku Klux Klanu slyšelo, a je mi jedno, kde se kurva nachází. Jsme ve vašem rajónu. Kde jste vy? Vyhrožovali jste. My ale zastrašeni nejsme.“
V místních novinách dne 25. června vyšlo oznámení, že se více než 300 členů sešlo v Lousiville na protest proti nedostatečnému zakročení vůči odpovědnosti důstojníků, kteří zavinili zastřelení Breonna Taylora v březnu téhož roku.
NFAC nahrála video z události na svůj oficiální YouTube účet, uvedla zde, že počet registrovaných a současných členů milice se blíží k 3500.
Odpovědí na oznámenou účast NFAC bylo okolo 50 protestujících z řad ozbrojených členů skupiny Three Percenters (americká a kanadská krajně pravicová, protivládní, militantně orientovaná skupina. Skupina obhajuje právo držet zbraně a odporuje vládě a jejich nařízení.) Louisvillská policie udržovala rozestup mezi oběma skupinami, aby nedošlo k jejich střetu.
Během protestu byli tři členové NFAC zraněni, z důvodu nedbalé činnosti se zbraní, konkrétně se jednalo o nesprávné vybití nábojové komory.
NFAC uvedla, že k výstřelu došlo, když se osoba, která dosud nebyla přijata do organizace, zhroutila pod vyčerpáním z tepla a vystřelila svou zbraní do země. Jednalo se o starší brokovnici, která, podle Johnsona, nebyla ve formaci schválena. Brokové střely dopadly na zem, poté se odrazily a zasáhly tři lidi. Johnson uvedl, že dva z těchto zasažených byli ošetřeni zdravotníky a byla jim odebrána účast na pochodu.
Dne 3. října 2020 se přes 400 členů NFAC, společně s dalšími 200 ozbrojenými protestujícími, vydalo na pochod do downtownu v Lafayette v Louisianě. Tato demonstrace vznikla, po tom co státní reprezentant Clay Haggins vyhrožoval ozbrojeným protestujícím, kteří přišli ozbrojeni i přesto, že policie vyšetřovala případ Trayforda Pellerina. Vůdce NFAC John Fitzgerald Johnson společně s ostatními řečníky dával speciální projevy v Parc San Souci, kde vyzýval členy k pokračování v protestech. Posléze se organizace přesunula a odešla.
Na online sociální síti Twitter došlo 2. listopadu k prohlášení uživatelky a aktivistky z Kansas City Keiajah Brooks, že je pod ochranou od NFAC, po údajných mnohonásobných případech obtěžování ze strany policejních úředníků z policejního sboru Kansas City. Týden na to se tento případ stal virálním, krátce poté co vyšlo video, které kritizovalo policejní důstojníky, kteří dali přednost penězům a úplatkům, před lidskými životy. Taktéž vznikl velký nátlak na policejního náčelníka Ricka Smithe, aby rezignoval ze své funkce.
Dne 3. prosince byl Johnson zatčen za míření zbraní na policejního úředníka, během protestů za smrt Breonna Taylora.